# District de Reiat
Le district de Reiat est un ancien district suisse, situé dans le canton de Schaffhouse.

## Communes
- Büttenhardt
- Dörflingen
- Lohn
- Stetten
- Thayngen